# Алдажуманов, Ерлан Ергалиевич
Алдажуманов Ерлан Ергалиевич (каз. Алдажуманов Ерлан Ерғалиұлы; род.26 марта 1966, Семипалатинск, КазССР) — представитель высшего командования КНБ Республики Казахстан, генерал-майор, заместитель председателя КНБ Республики Казахстан — директор Пограничной службы КНБ Республики Казахстан (с 2022).

## Биография
Родился 26 марта 1966 года в г. Семипалатинск (Семипалатинская область).
В 1987 году окончил Высшее пограничное командное училище им. Ф. Э. Дзержинского.
Офицерскую службу проходил на должностях заместителя начальника пограничной заставы, пограничных отрядов, заместителя начальника Регионального управления, заместителя командующего пограничными частями Регионального управления.
С ноября 2014 года — Первый заместитель Директора — начальник Главного штаба Пограничной службы КНБ Республики Казахстан.
С 23 мая 2022 года назначен заместителем председателя КНБ Республики Казахстан — директором Пограничной службы КНБ Республики Казахстан.

## Награды
- Орден Айбын 2 степени
- Орден Мужества (Россия)
- Медаль «За боевые заслуги»
- Медаль «За отличие в охране государственной границы» (Россия)
- Медаль «10 лет независимости Республики Казахстан» (2001)
- Медаль «20 лет Конституции Республики Казахстан» (2015)[2]
- Медали за выслугу лет